# 대한민국 형사소송법 제435조
대한민국 형사소송법 제435조는 재심개시의 결정에 대한 형사소송법의 조문이다.

## 조문
제435조(재심개시의 결정) ① 재심의 청구가 이유있다고 인정한 때에는 재심개시의 결정을 하여야 한다.
②재심개시의 결정을 할 때에는 결정으로 형의 집행을 정지할 수 있다. <개정 1995.12.29>

第435條(再審開始의 決定) ① 再審의 請求가 理由있다고 認定한 때에는 再審開始의 決定을 하여야 한다.
②再審開始의 決定을 할 때에는 決定으로 刑의 執行을 정지할 수 있다.  <개정 1995.12.29.>

## 판례
- 재심개시절차에서 재심사유가 재심대상판결에 영향을 미칠 가능성이 있는지 여부는 고려할 수 없다[1]
- 경합범 관계에 있는 수개의 범죄사실을 유죄로 인정하여 1개의 형을 선고한 불가분의 확정판결에서 그 중 일부의 범죄사실에 대하여 재심청구의 이유가 있는 것으로 인정된 경우, 그 판결 전부에 대하여 재심개시의 결정을 하지 않으면 안된다[2]

## 참고 문헌
- 손동권 신이철, 새로운 형사소송법(초판, 2013), 세창, 2013. ISBN 9788984114081